# Scoglio dei Cani
L'isola dei Cani è un'isola dell'Italia sita nel mar Ionio, in Sicilia.
Amministrativamente appartiene al comune di Siracusa.
Si trova a est dell'isola di Ortigia e del porto grande, nel mar Ionio.